# Бутинці

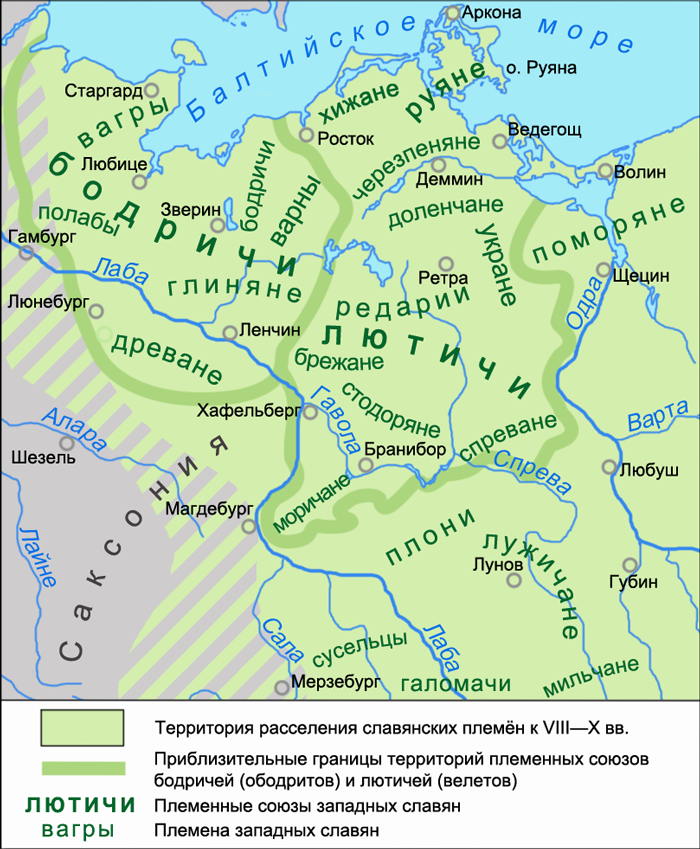
Карта розселення полабських слов'ян

Бутинці (пол. Bytyńcy) — західнослов'янське плем'я з групи полабських племен. Входило до Ободрицького союзу. Мешкали на східному березі нижньої течії ріки Лаби (Ельби) поряд з древанами. На півночі їхніми сусідами були глиняни, на півдні смолинці. Розмовляли бутинці на древанському діалекті. Вперше в історичних джерелах згадуються у 811 у зв'язку з походами короля франків Карла Великого. Столицею племені бутинців було місто Бутин, тепер це земля Land Boitin в Німеччині. Згадуються Баварським географом у IX столітті.